# Henrique VIII (peça teatral)

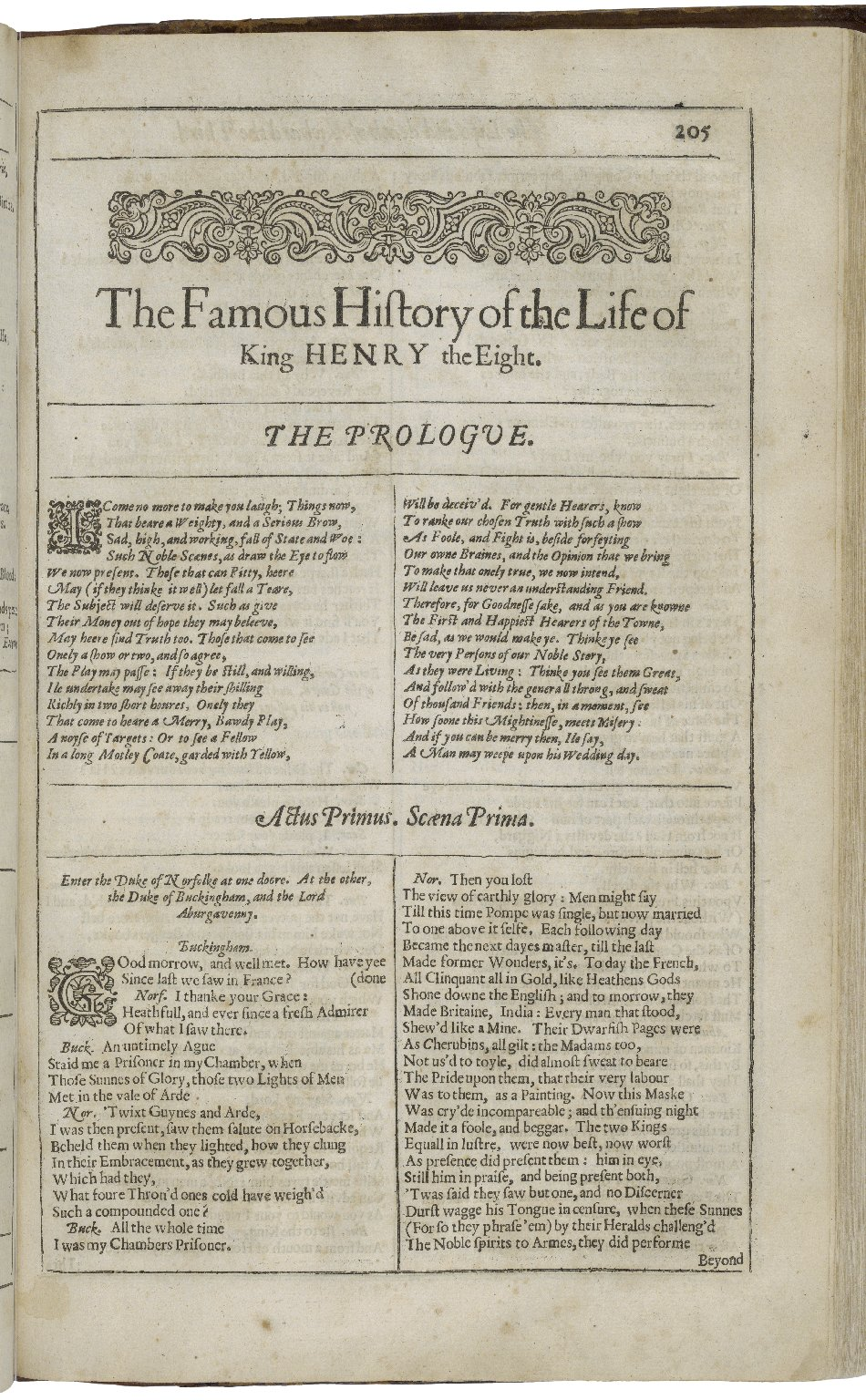
A primeira página de The Famous Hiſtory of the Life of King Henry Eight, impressa no Second Folio em 1632

Henrique VIII (no original em inglês: Henry VIII, ou The Famous History of the Life of King Henry the Eighth) é uma peça histórica colaborativa escrita por William Shakespeare e John Fletcher baseada na vida do Rei Henrique VIII da Inglaterra. Um título alternativo, All Is True, está registrado em documentos contemporâneos, enquanto o título Henry VIII não aparece até a publicação da peça no First Folio em 1623. Evidências estilísticas indicam que cenas individuais foram escritas por Shakespeare ou por Fletcher. É também algo característico dos seus romances tardios em sua estrutura. Destaca-se por ter mais instruções de palco do que qualquer outra peça de Shakespeare.
Durante uma apresentação de Henrique VIII no Globe Theatre em 1613, um canhão cênico usado para efeitos especiais incendiou o telhado de colmo do teatro (e as vigas), destruindo completamente o edifício original do Globe.